# Бор
| 5       | Бор |
| B10,811 |     |
| 2s22p1  |     |

Бор (хімічний символ — 
B
, лат. Borum) — хімічний елемент з атомним номером 5, який належить до 13-ї групи (за старою класифікацією — головної підгрупи III групи) 2-го періоду періодичної системи хімічних елементів та є першим представником напівметалів.
Також бор — проста речовина, яку утворює хімічний елемент B (бор) — (за нормальних умов і залежно від алотропної модифікації) безбарвний, або темно-сірий, або червонуватий, дуже твердий, крихкий кристалічний, або ж темно-сірий чи темно-коричневий аморфний металоїд.
У природі бор наявний у вигляді двох ізотопів — 10B та 11B, обидва ізотопи стабільні. Відомо понад 10 алотропних модифікацій бору, утворення і взаємне перетворення яких визначаються температурою, при якій було отримано бор. У природі бор існує у вигляді боратів та боросилікатів. Найважливіші мінерали — бура та керніт.

## Історія
Природні сполуки бору відомі з раннього Середньовіччя. Забруднена бура (натрієва сіль тетраборної кислоти Na2B4O7·10Н2О) застосовувалася в ювелірній справі. Ще в 800-х роках нашої ери цю білу кристалічну речовину застосовували як плавень — для пайки металів, особливо золота та срібла, та для додання легкоплавкості глазурі і склу. Під назвами тінкал, тінкар або аттінкар (Tinkal, Tinkar, Attinkar) бура ввозилася до Європи з Тибету. У Європі середньовічними алхіміками тінкал частіше називався латинським словом «боракс» (лат. Borax), що походить від арабського — «борак» (араб. بورق) та (або) перського — «борах» (перс. بوره) слів. Іноді терміном боракс або борак позначали різні речовини, наприклад соду (натрон). Руланд (1612 року) називав боракс «хрізоколою» — смолою, здатною «склеювати» золото та срібло. Лемері (1698) теж називав боракс «клеєм золота» (Auricolla, Chrisocolla, Gluten auri). Іноді боракс позначав щось на кшталт «вуздечки золота» (capistrum auri). В Александрійській елліністичній та візантійській хімічній літературі терміни борах і борахон, а також в арабській (борак) їх взагалі позначали луг, наприклад bauraq arman (вірменський борак) або соду. Врешті-решт так стали називати лише буру.

### Відкриття
У 1702 році Гомберг, прожарюючи буру із залізним купоросом, отримав «сіль», природний зразок якої виявили через 75 років — у 1777 року, яку стали називати «заспокійливою сіллю Гомберга» (Sal sedativum Hombergii). Пізніше вона отримала назву «борна кислота». Ця сіль знайшла застосування в медицині. 1747 року Барон синтезував буру за допомогою «заспокійливої солі» й натрону (соди). У «Хімічній номенклатурі» 1787 вже фігурувала назва boracique acid (борна кислота). А. Л. Лавуазьє в «Таблиці простих тіл» наводить термін лат. radical boracique. Склад бури та борної кислоти залишався невідомим до початку XIX століття.
Відкриття хімічного елементу з атомним номером 5 сталося 1808 року. Двоє відомих французьких хіміків: Л. Ж. Гей-Люссак та Л. Тенар проводячи досліди над борною кислотою, «відняли» в неї воду, а отриманий ангідрид B2O3 прожарили в мідній трубці з металевим калієм. Даний метал незадовго перед тим відкрив Гемфрі Деві, а також незалежно від Л. Ж. Гей-Люссака та Л. Тенара (на дев'ять місяців пізніше) відкрив бор шляхом електролізу розплавленого борного ангідриду.
Продукт, який вони отримали важко було назвати елементарним бором, оскільки вміст бору становив усього 60–70 %. 1892 року видатний французький хімік другої половини XIX століття Анрі Муассан запропонував магнієтермічний спосіб отримання бору за реакцією:
{\displaystyle \mathrm {B_{2}O_{3}+3Mg\longrightarrow 3MgO+2B+127Kkal} }
Коричневий порошок, що залишався після видалення окису магнію, Муассан вважав елементарним бором. Але згодом виявилося, що і цей бор — далеко не елементарний (бору в ньому не більше 90 %). І тому німецький вчений-металург В. Кроль пробував вдосконалити спосіб Муассана, але й він не зміг підняти чистоту кінцевого продукту вище 93–94 %.
Крім усього іншого, бор попсував нерви багатьом видатним хімікам. Так у 1858 році Фрідріх Велер і А. Е. Сент-Клер Девіль встановили, що цей елемент існує у двох модифікаціях: кристалічній — алмазоподібній та аморфній — схожій на графіт. Ці положення швидко стали загальновизнаними та увійшли в монографії та підручники. Але 1876 року німецький хімік В. Гампе опублікував статтю, в якій стверджував, ніби алмазоподібний бор, отриманий тим же методом, що і у Велера та Сент-Клер Девіля, не є елементарним бором, а є боридом алюмінію складу AlB12. А ще через сім років та ж доля спіткала графітоподібний бор, формулу котрого (В48С2Al) встановив француз К. Жолі.
Результати робіт Гампе і Жолі, природно, викликали сумніви колег. І справа була не тільки в авторитеті Велера та Сент-Клер Девіля — видатних вчених та відмінних експериментаторів, а й у тому, що формули, отримані Гампе та Жолі, за загальновизнаними поняттями просто «не лізли в жодні ворота» (якщо «воротами» вважати класичні теорії валентності і хімічного зв'язку).
Однак 1908 року американський дослідник Єзекіїль Вайнтрауб підтвердив «дивну» формулу кристалічного бору — AlB12, а наступного року, відновивши хлорид бору воднем на електричній дузі, і першим отримав бор 99%-ї чистоти.

### Походження назви
Назва хімічного елементу з атомним номером 5 походить від арабського слова «борак» (араб. بورق) та/або перського — «борах» (перс. بوره), які використовувалися для позначення бури, та відповідно за якими в 1808 році, після отримання елементу, французькі хіміки Л. Ж. Гей-Люссак та Л. Тенар запропонували назву «бор» (Воге), а англієць Г. Деві — «борацій» (Boracium), котра згодом у англійців була скорочена до «борон» (Boron) та збереглася в англійській мові і по тепер.

## Поширеність

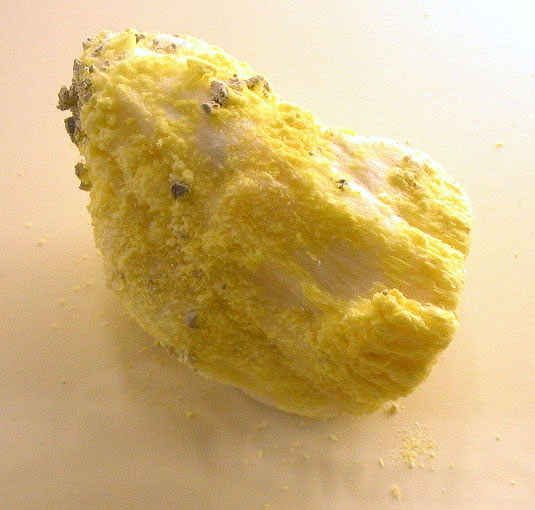
Мінерал сасолін — природна форма борної кислоти

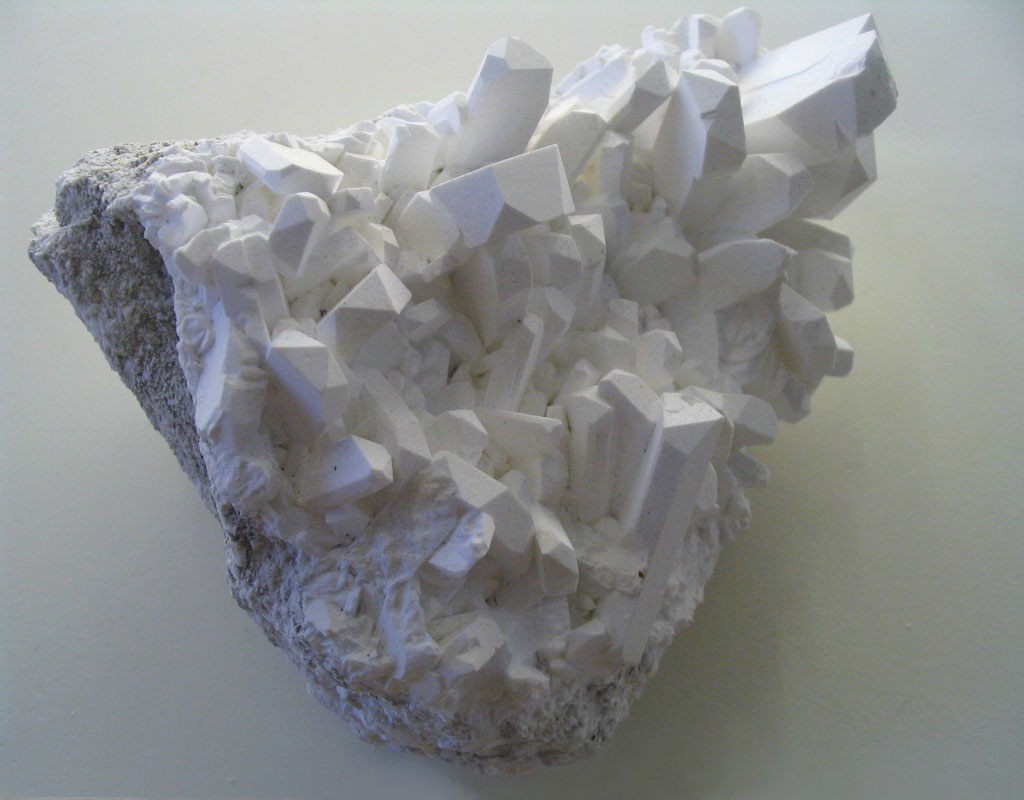
Мінерал бура

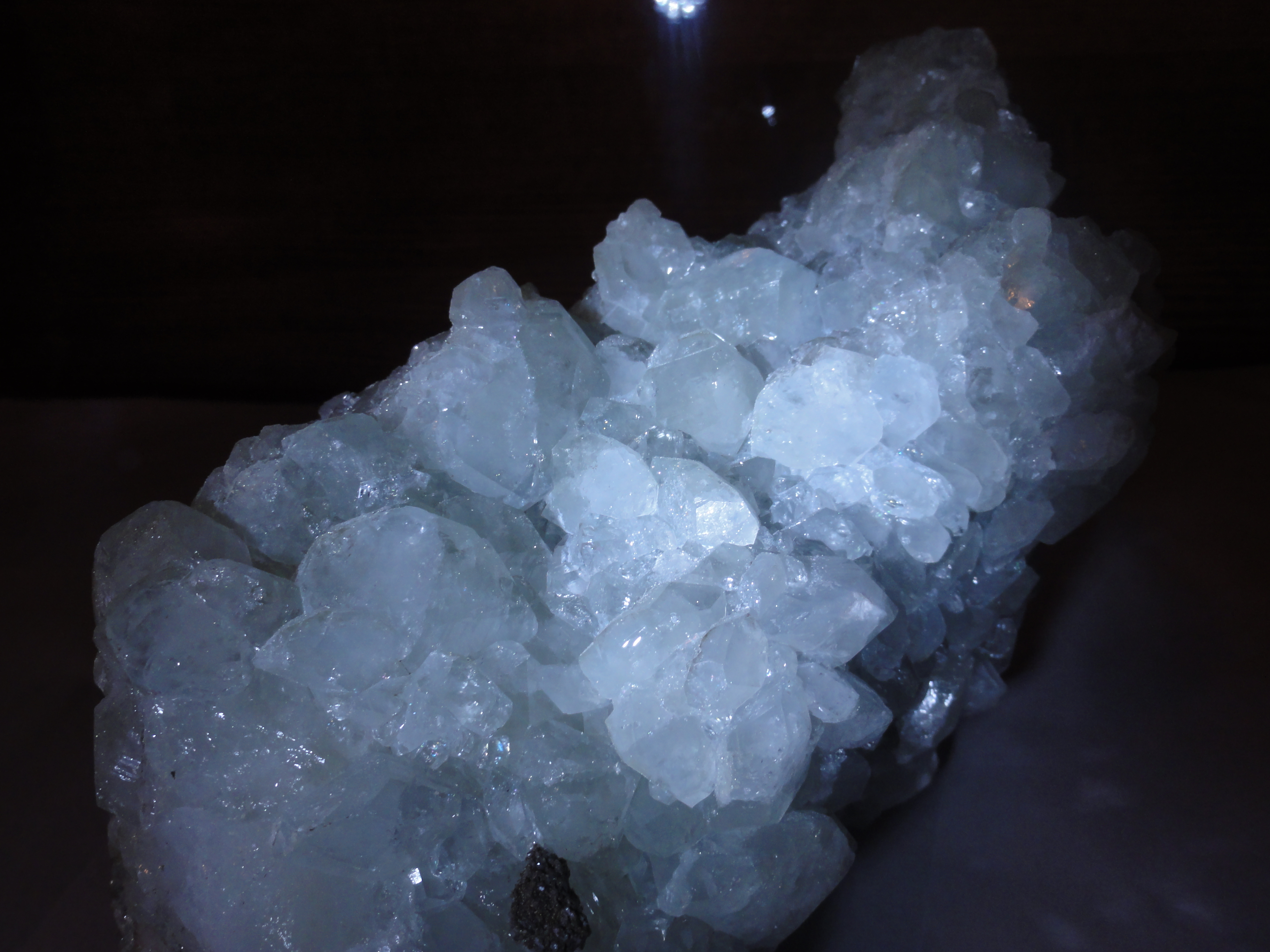
Боросилікатний мінерал датоліт

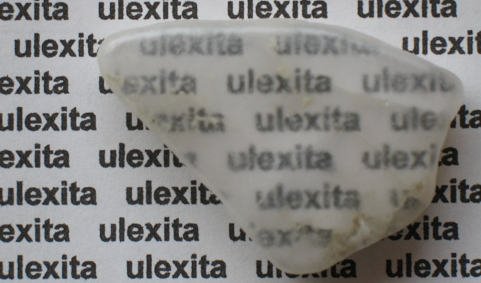
Прозорий улексит — один з мінералів бору

У природі бор в елементарному вигляді не трапляється. Кларк бору (масова частка в земній корі) становить лише 3×10-4 % (4 г/т). Попри це відомо понад 100 власних мінералів бору. У «чужих» мінералах він майже не трапляється. Це пояснюється, насамперед, тим, що у комплексних аніонів бору (а саме в такому вигляді він входить в більшість мінералів) немає досить поширених аналогів. Майже у всіх мінералах бор зв'язаний з киснем, а група фторовмісних сполук зовсім нечисленна. Він входить до багатьох сполук та поширений, особливо в невеликих концентраціях; у вигляді боросилікатів і боратів, а також у вигляді ізоморфних домішок у мінералах, входить до складу багатьох вулканічних і осадових порід. Бор відомий у нафтових і морських водах (у морській воді 4,41×10-4 % (4,6 мг/л)), у водах солоних озер, гарячих джерел і грязьових вулканів. Борна кислота іноді трапляється навесні у вулканічних водах.
Основними мінеральними формами бору є:
- Борати: бура Na2B4O7·10H2O, керніт Na2B4О7·4Н2О, сасолін В(ОН)3·10H2O, ашарит MgBO2(OH), гідроборацит (Ca, Mg)B6O11·6H2O, ініоїт Ca2B6O11·13H2O, каліборит KMg2B11O19·9H2O
- Боросилікати: датоліт CaBSiO4OH, данбурит CaB2Si2O8.

Улексит є одним із понад сотні мінералів-боратів, це волокнистий кристал, де окремі волокна можуть направляти світло, як оптичні волокна.

### Родовища
Розрізняють кілька типів родовищ бору (борних руд):
- Родовища боратів в магнезіальних скарнах:
  - Людвігітові і людвігіто-магнетитові руди;
  - Котоїтові руди в доломітових мармурах і кальцифірах;
  - Ашаритові і ашарито-магнетитові руди.
- Родовища боросилікатів у вапнякових скарнах (датолітові і данбурітові руди);
- Родовища боросилікатів у грейзенах, вторинних кварцитах і гідротермальних жилах (турмалінові концентрації);
- Вулканічногенно-осадові:
  - Борні руди, відкладені з продуктів вулканічної діяльності;
  - Перевідкладені боратові руди в озерних осадах;
  - Поховані осадові боратові руди.
- Галогено-осадові родовища:
  - Родовища боратів у галогенних осадах;
  - Родовища боратів у гіпсових шапках над соляними куполами.

Найбільші родовища борної сировини розташовані в Росії (Сибір), Казахстані, США (штат Каліфорнія), Перу, Аргентині, Туреччині. Розвідані світові запаси близько — 100 млн тон.

## Ізотопи

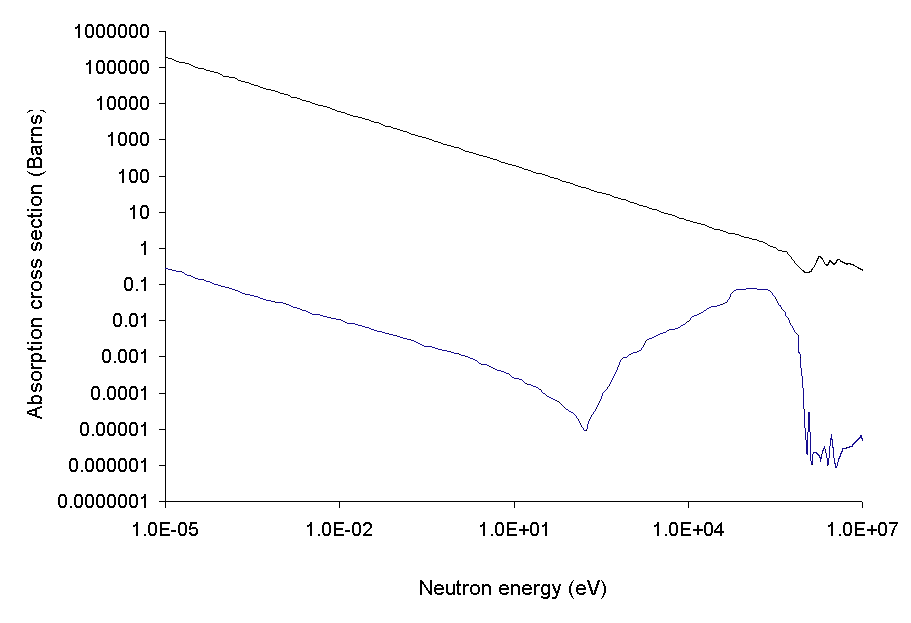
Перетини захоплення нейтронів ізотопами ^{10}В (верхня крива) та ^{11}В (нижня крива).

Природний бор представлений двома стабільними ізотопами. На частку легшого 10B у природній суміші припадає близько 19,9 %, решта (80,1 %) — важчий 11B. Деякі вчені вважають, що відношення 11В:10В = 81:19 непостійне і що в надрах Землі відбувається частковий розподіл і перерозподіл ізотопів бору. На думку інших, всі відхилення в ізотопному складі — від того, що визначають його різними приладами і методами; але в роботах вчених і цієї групи, говориться, що бор, виділений з морської води, на 2 % важчий за бор, який отримано з мінералів. Існує, правда, і інше пояснення відхилень у ізотопному складі бору, отриманого з різних зразків. Суть його в тому, що під дією швидких протонів частина бору-10 перетворюється на берилій-7, а той своєю чергою (після серії ядерних перетворень) — в гелій-4.
Легший ізотоп бору 10В має дуже великий перетин захоплення теплових нейтронів (один з найбільших серед усіх ізотопів), а важчий 11В — один з найменших. Це означає, що матеріали на основі обох ізотопів елементу № 5 вельми цікаві для реакторобудування, як, втім, і для інших галузей атомної техніки.
Окрім них відомі ще 12 радіоактивних ізотопів бору з масовими числами від 6В до 19В, найстійкішим з котрих є радіоізотоп 8В з періодом напіврозпаду 0,77 секунд.

## Фізичні властивості
| Модифікація               | α-Р     | β-Р     | γ        | β-Т       |
| ------------------------- | ------- | ------- | -------- | --------- |
| Сингонія                  | Тригон. | Тригон. | Ортогон. | Тетрагон. |
| Атомів в комірці          | 12      | ~105    | 28       | 192       |
| Густина (г/см3)           | 2.46    | 2.35    | 2.52     | 2.36      |
| Твердість Віккерса (ГПа)  | 42      | 45      | 50–58    |           |
| Модуль всеб. стиску (ГПа) | 185     | 224     | 227      |           |
| Заборонена зона (еВ)      | 2       | 1.6     | 2.1      |           |

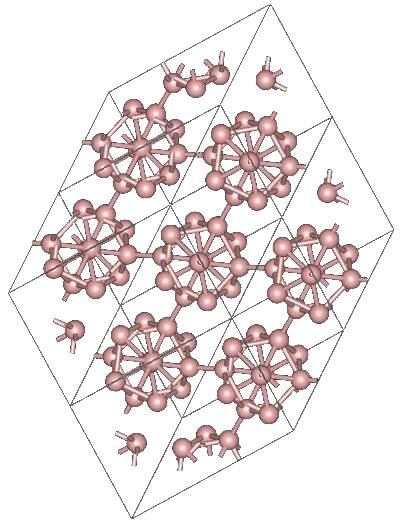
Структура α-тригонального-бору

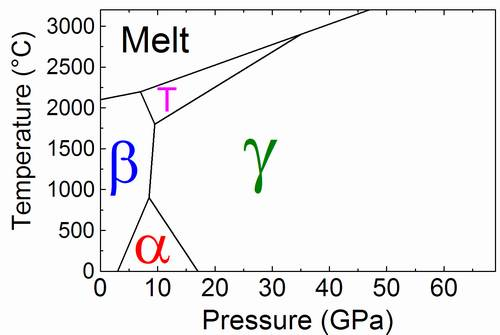
Фазова діаграма бору

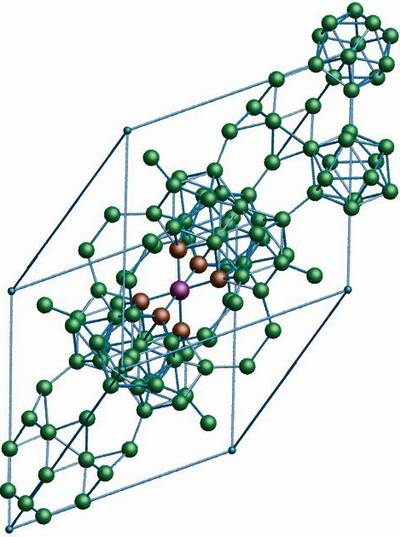
Структура β-тригонального-бору

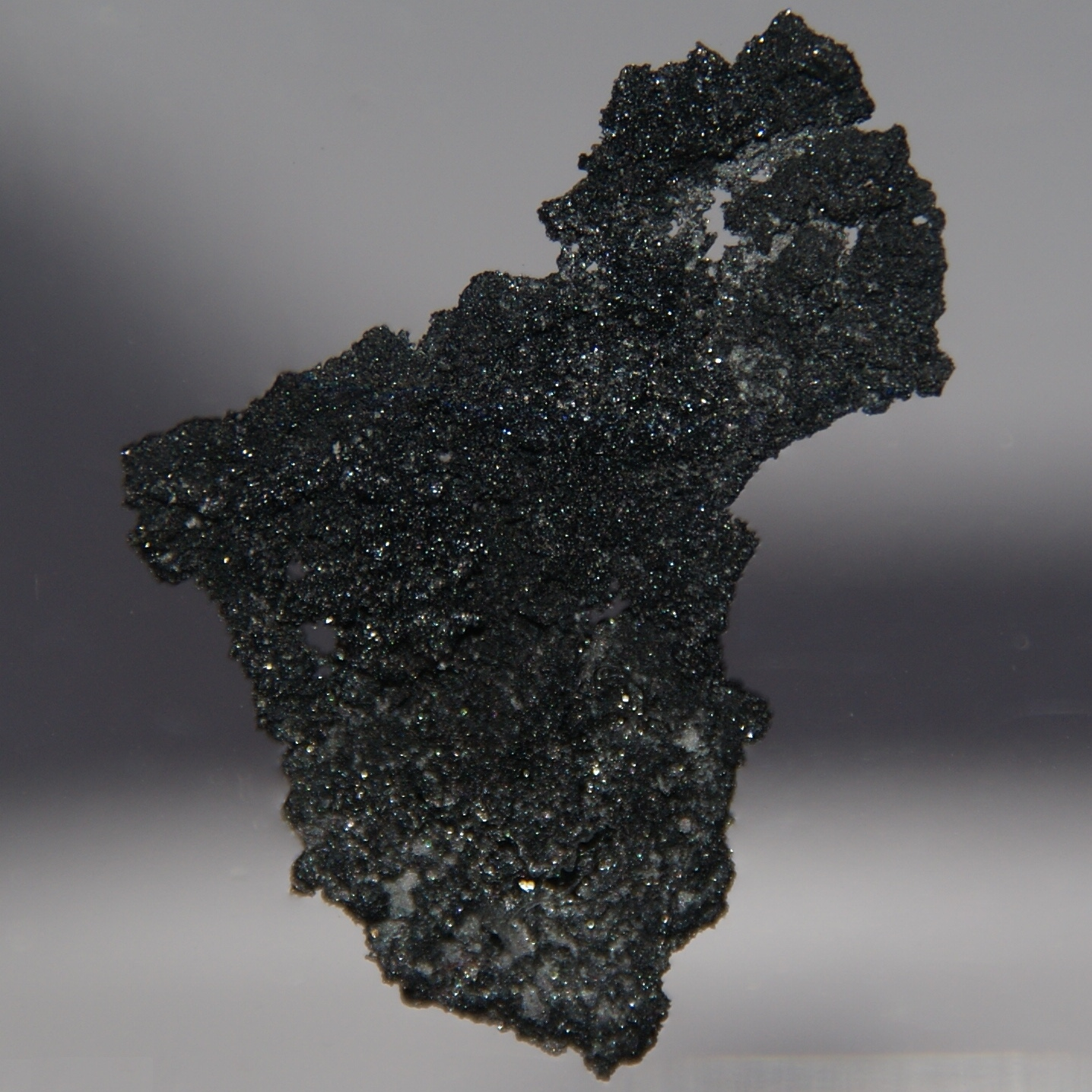
Кристалічний бор

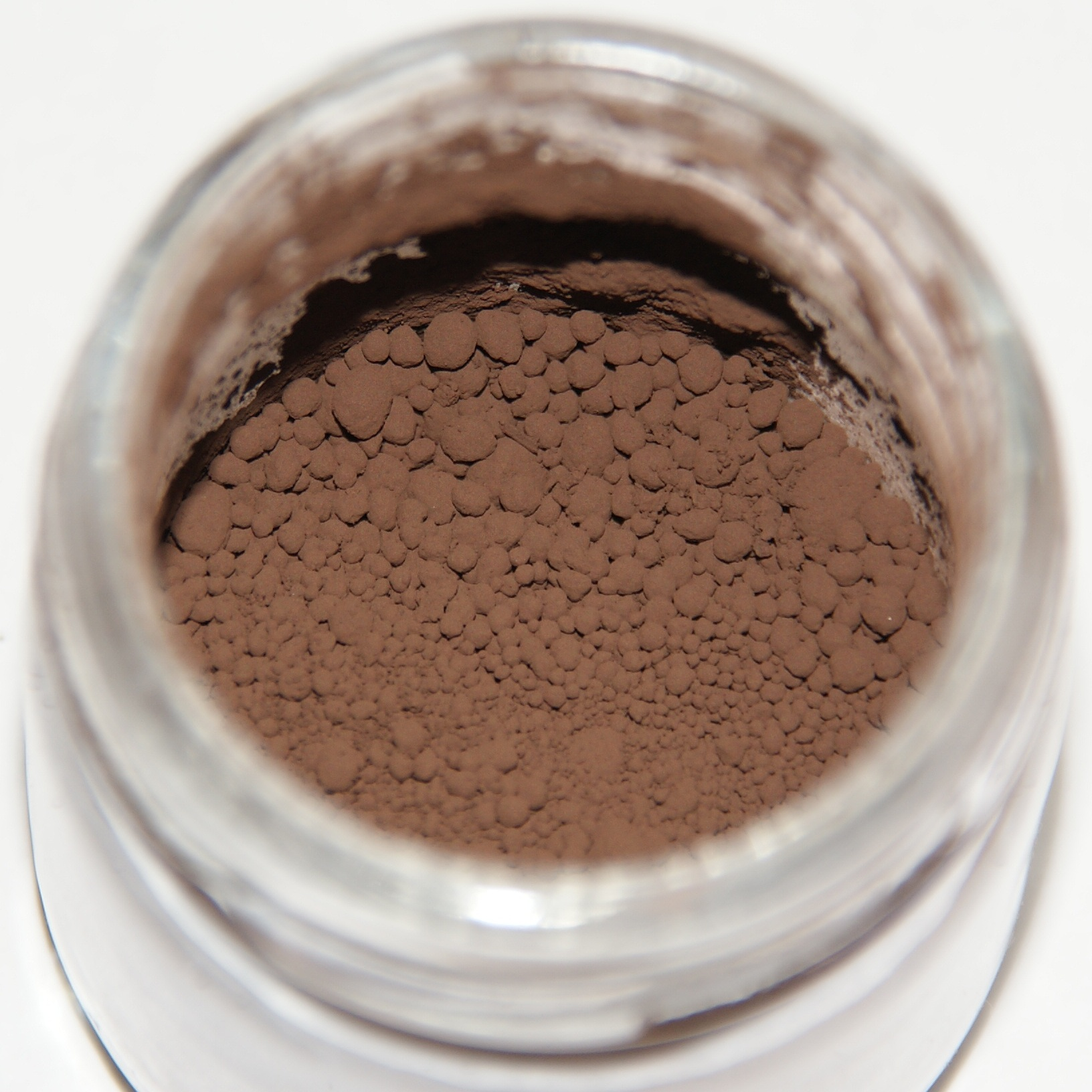
Аморфний бор

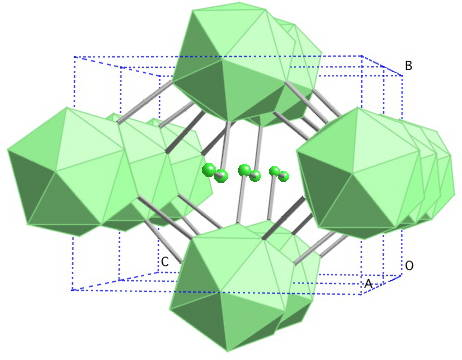
Структура γ-бору

Проста речовина бор має кілька алотропних модифікацій, він існує в аморфному й кристалічному видах. Усі модифікації побудовані зі з'єднаних різним чином угруповань атомів бору.
Чистий кристалічний бор є твердою, крихкою, доволі важко-плавленою речовиною, з температурою плавлення 2076 °С та температурою кипіння 3927 °С, має темно-сірий колір (високоочищений бор — прозорий), густину 2,34 г/см³. Кристалічний бор — Широкозонний напівпровідник, котрий у звичайних умовах, погано проводить електричний струм, але при нагріванні до 800 °С його електрична провідність збільшується на кілька порядків, причому змінюється тип провідності (електронна — при низьких температурах, діркова — при високих). Важливо, що невеликі кількості домішок змінюють ці властивості.
Відомо понад 10 алотропних модифікацій бору (близько 16-и), які кристалізуються в ромбоедричні і тетрагональні сингонії. Для двох із них рентгеноструктурним аналізом повністю визначено кристалічну структуру, яка в обох випадках виявилася досить складною. Атоми бору утворюють у цих структурах тривимірний каркас подібно до атомів вуглецю в алмазі. Цим пояснюється надзвичайно висока твердість кристалічного бору (твердість за мінералогічною шкалою 9, мікротвердість 34 Гн/м², межа міцності на розрив 5,7 ГПа (найвища з усіх)) За твердістю серед простих речовин бор посідає друге після алмазу, а серед сполук — поступається лише алмазу, нітриду вуглецю, нітриду бору (боразону), карбіду бору, бор-вуглець-кремнію, карбіду скандію-титану). Проте будова каркаса в структурах бору набагато складніша, ніж в алмазі. Основною структурною одиницею в кристалах бору слугує двадцятигранник (Ікосаедр), кожен з яких містить 12 атомів бору. Ікосаедри з'єднуються між собою як безпосередньо, так і за допомогою проміжних атомів бору, що не входять до складу ікосаедрів. При такій будові виявляється, що атоми бору в кристалах мають різні координаційні числа: 4, 5, 6 та 5 + 2 (5 ближніх «сусідів» і 2 віддалених). Оскільки на зовнішній оболонці атома бору перебуває всього 3 електрони (електронна конфігурація 2s22p1), на кожний хімічний зв'язок у кристалічному борі припадає менше двох електронів. Відповідно до сучасних уявлень, у кристалах бору утворюється особливий тип ковалентного зв'язку — багатоцентровий зв'язок з дефіцитом електронів.
Кристалічний бор переважно складається з чотирьох основних поліморфних форм: α, β, γ і Т. β-форма (β-тригональний бор (складається з ікосаедрів B12, які утворюють шари, об'єднані в нескінченну структуру)) найбільш стабільна, інші — метастабільні, однак швидкість перетворення за кімнатній температурі дуже мала, отже, всі ці форми можуть існувати за стандартних умов.
α-тригональний бор має комірки з дванадцяти атомів бору, структура яких складається з ікосаедрів B12, в котрих кожен атом бору має п'ять найближчих сусідів. Ізольовані ікосаедри не стабільні, тому α-бор не має молекулярної ґратки, а ікосаедри в ній пов'язані міцними ковалентними зв'язками. α-бор одержують:
{\displaystyle {\mathsf {2BI_{3}\ {\xrightarrow {\ 800-1000C\ }}\ 2B+3I_{2}}}}
β-тригональний бор має субкомірки, що містять по 105–108 атомів, або комірки, що об'єднують по 320 атомів. Багато атомів утворюють ікосаедри B12, але є й велика кількість неікосаедричних атомів. Одержують β-бор із розплаву.
На відміну від інших різновидів бору, де атоми рівноправні, кристалічна ґратка γ-бору утворена з ікосаедричних кластерів B12 та кластерів B2, котрі утворюють ортогональну гранецентровану кристалічну ґратку. Ці дві структурні складові чергуються, утворюючи кристалічну ґратку, схожу на ґратку хлориду натрію. Комірки цієї ґратки складаються з 28 атомів бору двох різновидів. В отриманій речовині атоми бору частково іонізовані, оскільки в кластерах B12 і B2 атоми перебувають у різному електронному стані, між цими станами відбувається нерівномірний перерозподіл електронної щільності (заряду). Атоми з кластерів B12 виступають у ролі аніонів, а атоми з кластерів B2 — у ролі катіонів. Тому ця речовина отримала назву «бор борид».
Існують також дві тетрагональні форми бору, Т-50 (або α-тетрагональний бор) і Т-192 (або β-тетрагональний бор) з 50 та 192 атомами в елементарній комірці, відповідно. У той час як Т-50 є сполукою (нітридом (B50N2) або карбідом (B50C2)), Т-192 є справжньою чистою модифікацією бору. Він був отриманий в 1960 році водневим відновленням ВВг3 на гарячому вольфрамовому (або ренієвому, або танталовому) дроті за температури 1270–1550 °C (хімічне осадження з парової фази). Подальші дослідження підтвердили відсутність домішок у цій формі бору:
{\displaystyle {\mathsf {2BBr_{3}+3H_{2}\ {\xrightarrow {\ 1270-1550C\ }}\ 2B+6HBr\uparrow }}}
Стиснення бору вище 160 ГПа призводить до утворення наразі невідомої структури. Ця структурна трансформація відбувається при тиску, за якого теорія передбачає відокремлення ікосаедрів.
Аморфний бор — порошок бурого кольору, з густиною 1,73 г/см³, має більшу реакційну здатність, ніж кристалічний бор. Він містить ікосаедри B12, які хаотично пов'язані один з одним без якогось порядку. Чистий аморфний бор можна отримати шляхом термічного розкладання (піролізом) диборану за температури нижче 1000 °C, випалом β-бору за 1000 °С або відновленням B2O3 металевим натрієм чи калієм.

## Хімічні властивості

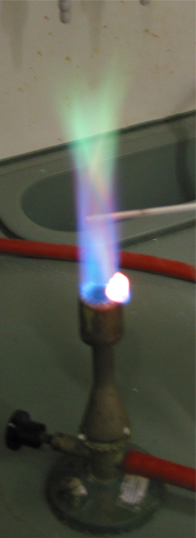
Іони бору забарвлюють полум'я в зеленуватий колір

Напівметал бор є доволі інертною речовиною, нерозчинною у воді, і майже нерозчинною в кислотах (причому кристалічний бор менш активний, ніж аморфний). За кімнатної температури він взаємодіє тільки зі фтором (згоряючи в ньому):
{\displaystyle \mathrm {2B+3F_{2}\longrightarrow 2BF_{3}\uparrow } }
Але з підвищенням температури активність бору зростає, при нагріванні він реагує й з іншими галогенами з утворенням тригалогенідів:
{\displaystyle \mathrm {2B+3Br_{2}\longrightarrow 2BBr_{3}} }
У фториді BF3 та інших тригалогенідах бор зв'язаний з галогенами трьома ковалентними зв'язками. Оскільки для завершення стійкої 8-електронної оболонки атома бору, в галогеніді BX3 бракує пари електронів, молекули галогенідів, особливо BF3, приєднують молекули інших речовин, що мають вільні електронні пари, наприклад аміаку. У таких комплексних сполук атом бору оточений чотирма атомами (або групами атомів), що відповідає характерному для бору в його з'єднаннях координаційному числу 4. Важливі комплексні сполуки бору — борогідриди, наприклад Na[BH4], та фтороборна H[BF4], що утворюється з BF3 та HF. Більшість солей цієї кислоти (фтороборати) розчинні у воді (за винятком солей K, Rb, Cs). Трихлорид бору на практиці, як правило, одержують з оксиду бору.
При нагріванні в атмосфері кисню або на повітрі до 700 °С бор згорає з великим виділенням теплоти, при цьому утворюється міцний борний ангідрид (оксид B2O3) — безбарвна склоподібна маса:
{\displaystyle \mathrm {4B+3O_{2}\longrightarrow 2B_{2}O_{3}} }
Оксид бору B2O3 — типовий кислотний оксид. Він реагує з водою з утворенням борної кислоти:
{\displaystyle \mathrm {B_{2}O_{3}+3H_{2}O\longrightarrow 2H_{3}BO_{3}} }
Безпосередньо з водою (точніше — з водяною парою) бор реагує лише за температури червоного розжарювання, з утворенням того ж оксиду та водню:
{\displaystyle \mathrm {2B+3H_{2}O\longrightarrow B_{2}O_{3}+3H_{2}\uparrow } }
З воднем бор безпосередньо не взаємодіє, хоча відомо багато його гідридів — бороводнів (боранів) різного складу, одержуваних непрямим шляхом, при обробці боридів лужних або лужноземельних металів кислотами:
{\displaystyle \mathrm {Mg_{3}B_{2}+6HCl\longrightarrow B_{2}H_{6}\uparrow +3MgCl_{2}} }
При нагріванні вище 900 °С, бор реагує з азотом утворюючи нітрид бору BN, з фосфором — фосфід бору BP, з сіркою — сульфід бору B2S3, з вуглецем — карбіди різного складу (B4C, B4C3, B12C3, B13C2), з металами — бориди.
При сильному нагріванні бор проявляє відновні властивості. Він здатний, наприклад, відновити кремній або фосфор з їхніх оксидів:
{\displaystyle \mathrm {3SiO_{2}+4B\longrightarrow 2B_{2}O_{3}+3Si} }
{\displaystyle \mathrm {3P_{2}O_{5}+10B\longrightarrow 5B_{2}O_{3}+6P} }
Ця властивість бору пояснюється дуже високою міцністю хімічних зв'язків в оксиді бору B2O3.
За відсутності окисників бор стійкий до дії розчинів лугів, втім, він повільно розчиняється в концентрованих розчинах з утворенням боратів. У кислотах бор за звичайної температури не розчиняється (навіть у киплячих фторидній та хлоридній кислотах), але концентрована нітратна кислота, а також гаряча сульфатна кислота та царська вода повільно окислюють його з утворенням борної кислоти H3BO3. Швидкість розчинення залежить від кристалічності, розміру часток, чистоти та температури. При взаємодії борної кислоти з лугами виникають солі не самої борної кислоти — борати (що містять аніон BO33−), а тетраборати, наприклад:
{\displaystyle \mathrm {4H_{3}BO_{3}+2NaOH\longrightarrow Na_{2}B_{4}O_{7}+7H_{2}O} }
Загальна особливість самого бору та його сполук — їх схожість з кремнієм та його сполуками. Так, борна кислота, подібно кремнієвій, має слабкі кислотні властивості й розчиняється в HF з утворенням газоподібного трифториду бору BF3 (силікатна кислота в аналогічних умовах утворює тетрафторид кремнию SiF4), бороводні нагадують силани, а карбід бору — карбід кремнію, і т. д.
Також становить інтерес особлива схожість модифікацій нітриду бору BN з графітом або алмазом. Це пов'язано з тим, що два атоми бору або азоту за електронною конфігурацією разом імітують 2 атоми вуглецю (у В — 3 валентних електрони та у N — 5, а у обох атомів С — по 4). Ця аналогія характерна і для інших сполук, що містять одночасно бор і азот. Так, боразан ВН3-NH3 подібний етану СН3-СН3, а боразен BH2=NH2 і найпростіший боразін BH≡NH подібні відповідно етилену СН2=СН2 і ацетилену СН≡СН. Якщо тримеризація ацетилену С2Н2 дає бензол С6Н6, то аналогічний процес призводить від боразину BHNH до боразолу B3N3H6.
При горінні бору його іони забарвлюють полум'я в зеленуватий колір.

## Отримання
Елементарний бор з природної сировини отримують у кілька стадій. У промисловості спочатку з природних боратів сплавленням з содою отримують буру. Або розкладанням природних мінералів бору гарячою водою чи сірчаною кислотою (в залежності від їх розчинності) отримують борну кислоту H3BO3, з якої потім зневодненням (прожаренням при 580 °C) отримують оксид B2O3:
{\displaystyle {\mathsf {2H_{3}BO_{3}\ {\xrightarrow {\ t\ }}\ B_{2}O_{3}+3H_{2}O}}}
Після цього буру або оксид бору методом металотермії відновлюють активними металами (магнієм або натрієм) до вільного бору:
{\displaystyle {\mathsf {B_{2}O_{3}+3Mg\longrightarrow 3MgO+2B}}}
{\displaystyle {\mathsf {KBF_{4}+3Na\longrightarrow 3NaF+KF+B}}}
При цьому у вигляді коричневого порошку утворюється аморфний бор. Від домішок його очищують обробкою азотною або плавиковою кислотами.
Кристалічний бор дуже високої чистоти необхідний у виробництві напівпровідників та у тонких хімічних синтезах, в промисловості отримують:
- Або електролізом розплавлених фторо-боратів.
- Або відновленням трихлориду бору BCl3 воднем при 1200 °С
- Або термічним розкладанням парів триброміду бору BBr3 на розжареному до 1500 °C танталовому або вольфрамовому дроті у присутності водню:

{\displaystyle {\mathsf {2BBr_{3}+3H_{2}{\xrightarrow {\ W\ }}\ 2B+6HBr}}}
- Або піролізом бороводнів:

{\displaystyle {\mathsf {B_{2}H_{6}\ {\xrightarrow {\ t\ }}\ 2B+3H_{2}\uparrow }}}
{\displaystyle {\mathsf {B_{4}H_{10}\ {\xrightarrow {\ t\ }}\ 4B+5H_{2}\uparrow }}}

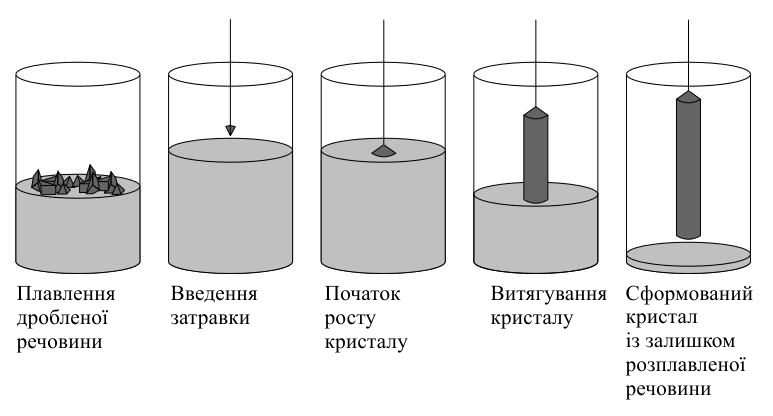
Схема методу Чохральського

Якщо треба то ще додатково очищують методом зонного плавлення та/або перекристалізацією методом Чохральского.

### Розділення ізотопів
При розділенні ізотопів 10В та 11В бору використовують не елементарний бор, а одну з його сполук, найчастіше газоподібний при нормальних умовах трифторид бору. Його (BF3) зріджують до рідкого стану при температурі близько -100 °C, та користуючись невеличкою різницею в рухливості молекул, в цій ситуації (молекули три-фтористого бору, до складу яких входить бор-11, трохи більш рухливі ніж ті, в яких міститься бор-10), повільно, в ректифікаційних колонах випарюють з рідкої суміші більш рухливий 11BF3 і таким чином залишаючи в ній менш рухливий 10BF3. Потім розділений за ізотопами три-фтористий бор, якщо треба, відновлюють до елементарного бору хімічними методами.

## Застосування

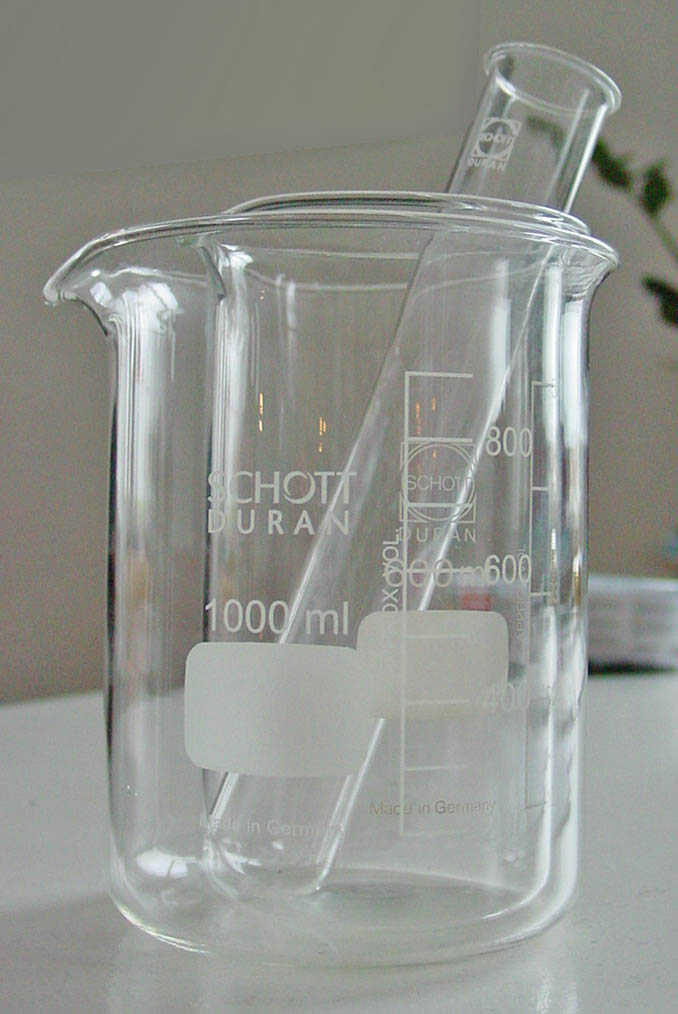
Посуд із боросилікатного скла

Бор та його сполуки широко використовуються в промисловості та народному господарстві:
- Близько 50 % природних і штучних сполук бору використовують при виробництві скла (так звані боросилікатні типи скла — скла звичайного складу, в яких замінюють лужні компоненти у вихідній сировині на окис бору),
- Близько 30 % — при виробництві мийних засобів.
- Близько 4-5 % — при виробництві емалей, глазурі, металургійних флюсів.

### Силікатна промисловість
Боросилікатне скло, яке, як правило має склад 12-15 % B2O3 — 80 % SiO2 — 2 % Al2O3, має низький коефіцієнт теплового розширення й, відповідно, гарну стійкість до теплового удару. Duran і Pyrex дві основні марки такого скла, використовуються для виготовлення лабораторного та кухонного посуду.

### Металургія
- Бор в невеликих кількостях (частки %) вводять в деякі чорні та кольорові сплави для поліпшення їх механічних властивостей, корозієстійкості, жаростійкості. Вже присадка до сталі 0,001-0,003 % бору підвищує глибину її гарту, а отже, і її міцність (зазвичай в сталь вводять бор у вигляді феробору, тобто сплаву заліза з 10-20 % бору).
- Бор краще за будь-який інший елемент очищає мідь від розчинених у ній газів, після легування бором властивості міді значно поліпшуються.
- Крім додавання в сплави бор застосовується у методі борування — поверхневому (дифузійному) насиченні сталевих деталей бором (до глибини 0,1-0,5 мм), що підвищує їх механічні і антикорозійні властивості.

### Електроніка
- Сам бор і його сполуки — нітрид бору BN, карбід бору B4C3, фосфід бору ВР та інші — використовуються як напівпровідникові матеріали і діелектрики (наприклад додають в кремнієві напівпровідники для зміни типу провідності).

### Ядерна енергетика
- Чистий 10B і, особливо, його сполуки застосовують у вигляді матеріалів, що поглинають нейтрони, при виготовленні  стрижнів регулювання для ядерних реакторів, що уповільнюють чи припиняють реакції ділення, або захисних шарів для захисту від нейтронного випромінювання. Бо він характеризується дуже високим ефективним перетином захоплення теплових нейтронів (3×10-25 м²), а також важливо, що при цій ядерній реакції виникають тільки стабільні ядра. Наприклад борна кислота (B(OH)3) на основі 10B широко застосовується в атомній енергетиці як поглинач нейтронів в ядерних реакторах типу ВВЕР (PWR) на «теплових» («повільних») нейтронах. Завдяки своїм нейтроно-фізичним характеристикам і можливості розчинятися у воді застосування борної кислоти робить можливим плавне (не ступеневе) регулювання потужності ядерного реактора шляхом зміни її концентрації в теплоносії — так зване «борне регулювання».
- Газоподібний трифторид бору 10BF3 широко використовують в лічильниках теплових нейтронів, бо при взаємодії ядер 10В з нейтронами утворюються заряджені α-частинки, які набагато легше реєструвати, а відповідно число утворених α-частинок і буде дорівнювати числу нейтронів, що надійшли в лічильник:

{\displaystyle \mathrm {{}_{5}^{10}B+{}_{0}^{1}n\longrightarrow {}_{3}^{7}Li+{}_{2}^{4}\alpha } }

### Абразиви
| Матеріал                    | Алмаз | BC2N | BC5 | BN  | B4C | ReB2 |
| --------------------------- | ----- | ---- | --- | --- | --- | ---- |
| Твердість Віккерса (ГПа)    | 115   | 76   | 71  | 62  | 38  | 22   |
| Тріщиностійкість (МПа м1⁄2) | 5,3   | 4,5  | 9,5 | 6,8 | 3,5 |      |

- Алмазоподібна модифікація нітриду бору (боразон) по твердості майже не поступається алмазу і застосовується як важливий абразивний і різцевий матеріал.
- Карбіди бору (В4С і В13С2) через високу твердість, також хороші абразивні матеріали. Раніше вони широко використовувались для виготовлення свердел, вживаних зубними лікарями (звідси назва бормашина). Цим чорним блискучим кристалам не страшний розігрів. З підвищенням температури їх властивості майже не змінюються, а плавиться карбід бору лише при 2350 °C. Більш того, при температурі нижче 1000 °C ця речовина володіє винятковою хімічною стійкістю: в цих умовах на нього не діють ні кисень, ні хлор. Це означає, що інструмент з карбіду бору може працювати при високих температурах в окислювальних середовищах.
- Сплави бор-вуглець-кремній використовуються як економічно ефективні шліфувальні матеріали, тому що володіють надвисокою твердістю і здатні замінити будь-який шліфувальний матеріал (окрім нітриду вуглецю, алмазу, нітриду бору по мікротвердості), а по поєднанню вартості та ефективності шліфування, перевершують всі відомі людству абразивні матеріали.

### Медицина
- Як антисептичний засіб знаходять застосування бура і борна кислота (у вигляді водно-спиртових розчинів).
- Бор-10 може застосовуватися для лікування раку у бор-нейтроно-захопній терапії (спосіб виборчого ураження клітин злоякісних пухлин)[25].

### Інсектициди
- У побуті буру або борну кислоту використовують для знищення побутових комах, зокрема, тарганів (бура, потрапляючи в органи травлення таргана, кристалізується, і гострі голчаті кристали, що утворюються, руйнують тканини цих органів).

### Добрива
- Як борні добрива найчастіше застосовують осаджені борати магнію, борно-датолітові добрива, що містить до 14,5 % водорозчинної борної кислоти, і суперфосфат з добавками сполук бору, переважно котрі вносять під багаторічні трави, льон, бавовник, овочеві, плодові, ягідні та багато інших культур, ефект від застосування котрих, у багато разів перевершує витрати на їх виробництво та внесення в ґрунт. Використовують їх тому що разом з врожаєм культурних рослин з кожного гектара ґрунту щорічно вибирається до 10 грам бору, а особливо активно забирають його коренеплоди і кормові трави, тому це природне зменшення і доводиться заповнювати, вносячи в ґрунт борні добрива.

### Миючі засоби
- На основі перборатів/пероксоборатів (наприклад перборат натрію) (містять іон [B2(O2)2(OH)4]2−) виробляють засоби для чищення, прання, відбілювання, «що не містять хлор» («персіл», «персоль» та ін.), технічні продукти яких містять до 10,4 % «активного кисню», за рахунок чого досягається потрібний ефект.

### Піротехніка
- Завдяки своїй здатності забарвлювати полум'я в зелений колір, аморфний бор використовується в піротехнічних виробах.

### Ракетне паливо
- Деякі бороводні (диборан, тетраборан, пентаборан та ін.) та ряд органічних похідних бору є надзвичайно ефективними ракетними паливами. Теплота згоряння бору (14170 ккал/кг) майже вдвічі більша, ніж вуглецю. Окрім того, деякі органічні похідні бору мають пірофорні властивості, завдяки яким можуть використовуватись для запалювання основного палива в реактивних та ракетних двигунах. Наприклад, триетилборан використовувався як запальне паливо у двигунах ракети-носія Сатурн V та стратегічного літака-розвідника SR-71. НАСА використовувала його у програмах Apollo і Skylab з 1967 по 1973 рік.

### Різне
- Бор є одним з компонентів деяких неодимових магнітів (Nd2Fe14B), які є найбільш сильними постійними магнітами.
- Борат натрію використовується як флюс для пайки золота та срібла, а в поєднанні з хлоридом амонію — для зварювання деяких інших кольорових металів.
- Борна кислота використовується у виробництві текстильного скловолокна, плоских дисплеїв та багатьох клеїв.
- Карбід бору в компактному вигляді застосовується для виготовлення газодинамічних підшипників.
- Бор (у вигляді волокон) служить зміцнювальною речовиною багатьох композиційних матеріалів.
- Додають бор і в широко відомий пластик Карборан-22, який є полімерною сполукою бору, водню і вуглецю, та надзвичайно стійким до хімічних дій і високих температур.
- Як каталізатор деяких органічних реакцій, може використовуватися BF3.
- Діборид магнію MgB2 може слугувати гарним надпровідником, бо володіє нині[коли?] рекордно високою критичною температурою переходу в надпровідний стан серед надпровідників першого роду[26][27].
- Нітрид бору, активований вуглецем, є люмінофором зі свіченням в УФ від синього до жовтого кольору, та володіє самостійною фосфоресценцією в темряві, і активується органічними речовинами при нагріванні до 1000 °C. Не має промислового призначення, але був широкою любительською практикою в першій половині XX століття[28].
- Гексагідрид боразону (H3BNH3, схожий на етан за будовою) при звичайних умовах тверда сполука з густиною 0,78 г/см³, містить майже 20 % водню по масі — може знайти застосовування в водневих паливних елементах, що живлять електромобілі[29].

## Біологічна роль
Бор належить до числа хімічних елементів, які в дуже малих кількостях містяться в тканинах рослин і тварин (тисячні і десятитисячні частки % на суху масу). Для багатьох живих організмів, а особливо для рослин, бор — це життєво важливий елемент, необхідний для їхньої нормальної життєдіяльності, котрий разом з марганцем, міддю, молібденом і цинком входить до числа п'яти найважливіших мікроелементів.
Встановлено, що бор впливає на вуглеводний і білковий обмін в рослинах і тому при його нестачі сповільнюється: окиснення цукрів, амінування продуктів вуглеводного обміну, синтез клітинних білків, а також знижується вміст АТФ і порушується процес окиснюючого фосфорилювання, внаслідок чого енергія, що виділяється при диханні, не може бути використана для синтезу необхідних речовин (ферменти, для яких бор є необхідним елементом, поки що невідомі), що може призвести до хвороб.
Відомі багато хвороб, пов'язані з нестачею бору, наприклад: гниль сердечка цукрових буряків, чорна плямистість столового буряка, побуріння серцевини брукви і цвітної капусти, засихання верхівки льону, жовтяниця верхівки люцерни, бура плямистість абрикосів, обкоркування яблук та ін. При цьому найважливішими зовнішніми симптомами є відмирання точки росту головного стебла, а потім і пазушних бруньок. Також черешки та листя одночасно стають крихкими, квітки не з'являються та/або не утворюються плоди. При нестачі бору в ґрунті помітно зменшуються врожаї багатьох культур, причому особливо сильно це позначається на врожаї насіння. Для запобігання нестачі бору в с/г ґрунтах, в них вносять борні добрива.
У біогеохімічних провінціях з надлишком бору в ґрунті (наприклад, в Північно-Західному Казахстані) виникають морфологічні зміни і захворювання рослин, що викликаються накопиченням бору, — гігантизм, карликовість, порушення точок росту та інші. На ґрунтах з інтенсивним борним засоленням зустрічаються ділянки, позбавлені рослинності, «плішини», — одна з пошукових ознак родовищ бору.
Сам бор, оксид бору, борна кислота, борати, і багато борорганічних сполук майже не токсичні для людини і тварин (токсичність приблизно як у кухонної солі), але в той час борани (сполуки бору з воднем) дуже отруйні, до того ж повне значення бору в організмі тварин, зокрема людини поки надто мало з'ясовано. У м'язовій тканині людини міститься 0,33–1×10-4 % бору, в кістковій тканині — 1,1–3,3×10-4 %, в крові — 0,13 мг/л. Щодня з їжею людина отримує 1–3 мг бору. У людини та тварин (овець, верблюдів) при харчуванні рослинами з надмірним вмістом бору (60–600 мг/кг сухої речовини і більше) порушується обмін речовин (зокрема, активність протеолітичних ферментів) та з'являється ендемічне захворювання шлунково-кишкового тракту — борний ентерит. LD50 (доза, при якій відбувається 50 % смертей) для тварин становить близько 6 грам на кг маси тіла. Для людини токсична доза — 4 грами, мінімальна летальна доза поки не встановлена. Речовини з ЛД50 вище 2 грам вважається нетоксичними.
Вроджена ендотеліальна дистрофія рогівки, тип 2 — один з рідкісних типів дистрофії рогівки пов'язаний з геном, що кодує білок-транспортер SLC4A11, імовірно регулюючий внутрішньоклітинну концентрацію бору.
З'ясовано що риба може вижити протягом 30 хвилин в насиченому розчині борної кислоти, а і ще довше, в концентрованому розчині бури.